# Plateado
Para el color, véase Plateado (color)

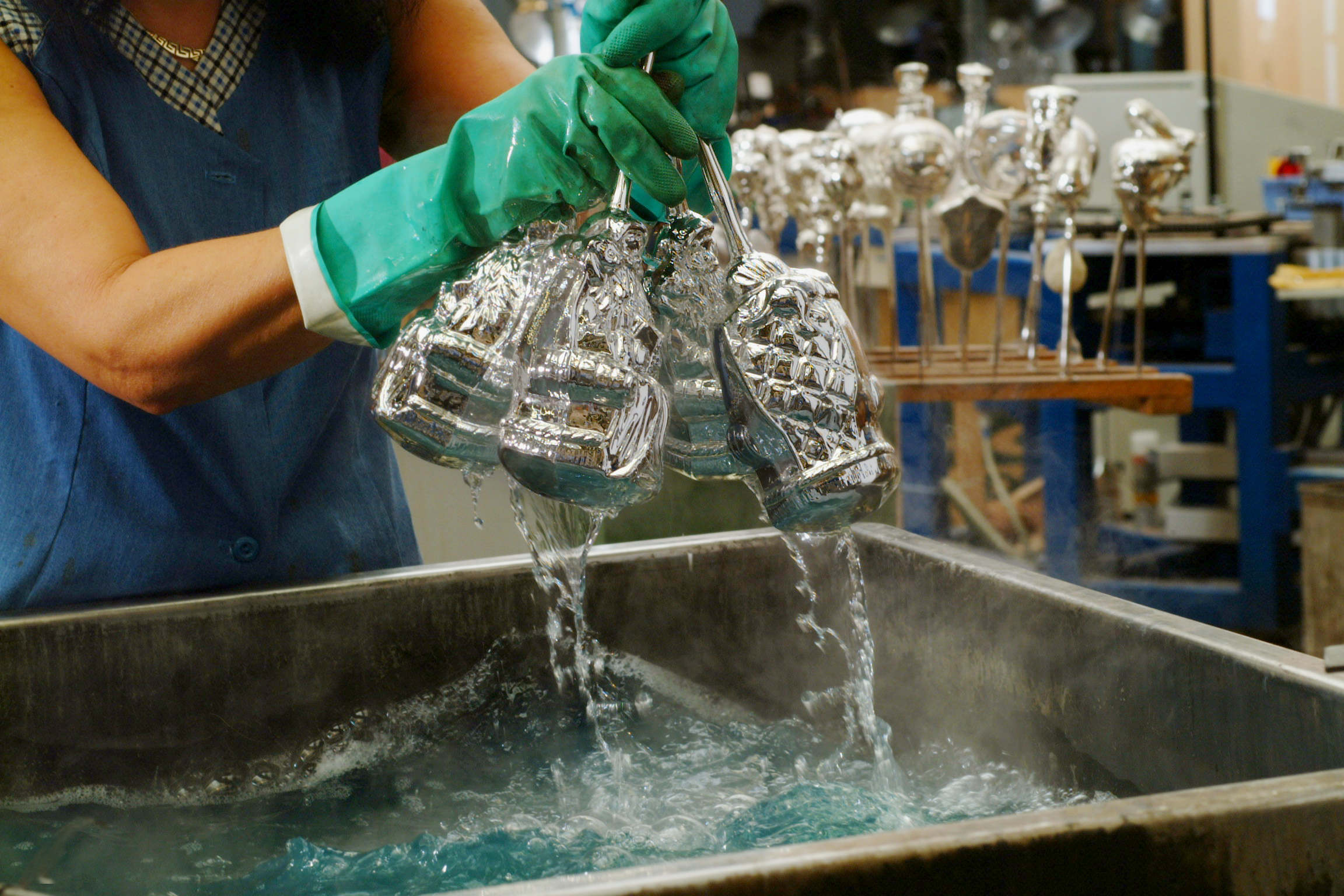
Para acelerar el proceso de plateado, los ornamentos deben agitarse en agua caliente. Fábrica en Lauscha, Alemania.

Estrictamente hablando, el plateado consiste en revestir de plata un objeto. de una forma más genérica se aplica al recubrimiento con metales o aleaciones de apariencia similar a la plata como el aluminio, aunque el níquel (niquelado) y el cromo (cromado) han producido términos específicos. Cuando el revestimiento es de un color amarillento se emplea el verbo dorar. 
Su primer empleo práctico fue para producir espejos. Durante el siglo XVll en Europa, gran parte de estos espejos fueron fabricados con una amalgama de estaño y mercurio, pero los espejos del siglo XIX se hicieron comunes a través de un proceso por el que la plata se aplicaba sobre una superficie de vidrio. Hoy en día, el bombardeo iónico de aluminio en polvo u otros compuestos se utiliza más a menudo para este propósito, pero el proceso mantiene el nombre de "plateado".

## Historia
Los primeros espejos se realizaron puliendo obsidiana durante la Edad de Piedra. Pero durante la Edad del Bronce, la mayoría de las culturas adoptaron espejos elaborados a partir de discos pulidos de bronce, cobre u otros metales. Estos espejos de metal siguieron siendo la norma a través de la antigüedad Greco-romana y a lo largo de la Edad Media en Europa. No fue hasta el siglo I d. C. que los espejos de vidrio comenzaron a aparecer, ahora se cree que se originaron en Sidón, en el actual Líbano. En el Egipto Ptolomeo se fabricaban pequeños espejos de vidrio con una cara recubierta de plomo, estaño o antimonio. A comienzos del siglo X, el científico iraní al-Razi describió los procesos de plateado y dorado en un libro sobre alquimia, pero sin el propósito de hacer espejos.
En Alemania, en 1835, el químico Justus von Liebig desarrolló un proceso para el depósito de plata en la superficie posterior de una pieza de vidrio que se ganó una amplia aceptación después de que lo mejorase en 1856. El proceso fue perfeccionado y simplificado por el químico francés Petitjean (1857). Esta reacción es una variante del reactivo de Tollens para aldehídos. Una solución de diamina-plata(I) se mezcla con un azúcar y se pulveriza sobre la superficie del vidrio. Se produce una reacción redox, en la que el azúcar se oxida por plata(I), que se reduce a plata(0), es decir, plata elemental, y se deposita sobre el vidrio.
En 1856-1857 Karl August von Steinheil y Léon Foucault introdujeron el proceso para depositar una capa ultrafina de plata en la superficie frontal de una pieza de vidrio, lo que permitió realizar los primeros espejos de vidrio de primera superficie de calidad óptica, sustituyendo el uso de espejos de metal pulido en los telescopios reflectores. Esta técnica pronto se convirtió en estándar en los equipos técnicos.

## Empleo
Tanto metales y aleaciones tales como la alpaca (que es una aleación de níquel-cobre-zinc que parece plata), cobre, latón, cinc, estaño, plomo, hierro, acero y níquel, como materiales no metálicos tales como vidrio o plástico son adecuados para el revestimiento de plata.
Las propiedades específicas de los revestimientos de plata son:
- La conductividad eléctrica excelente es importante para los contactos, cables y guías de onda.
- El aspecto decorativo en arte, joyería o cubertería.
- Protección contra la corrosión en la industria química.
- La plata tiene una muy buena reflectividad. Por consiguiente, es importante en la fabricación de espejos y reflectores.

El espesor de la capa de los revestimientos de plata es muy diferentes dependiendo de la aplicación. Mientras que en electrónica, a menudo unas pocas micras son suficientes, para los cubiertos se necesitan hasta 120 micras.

### Espejos

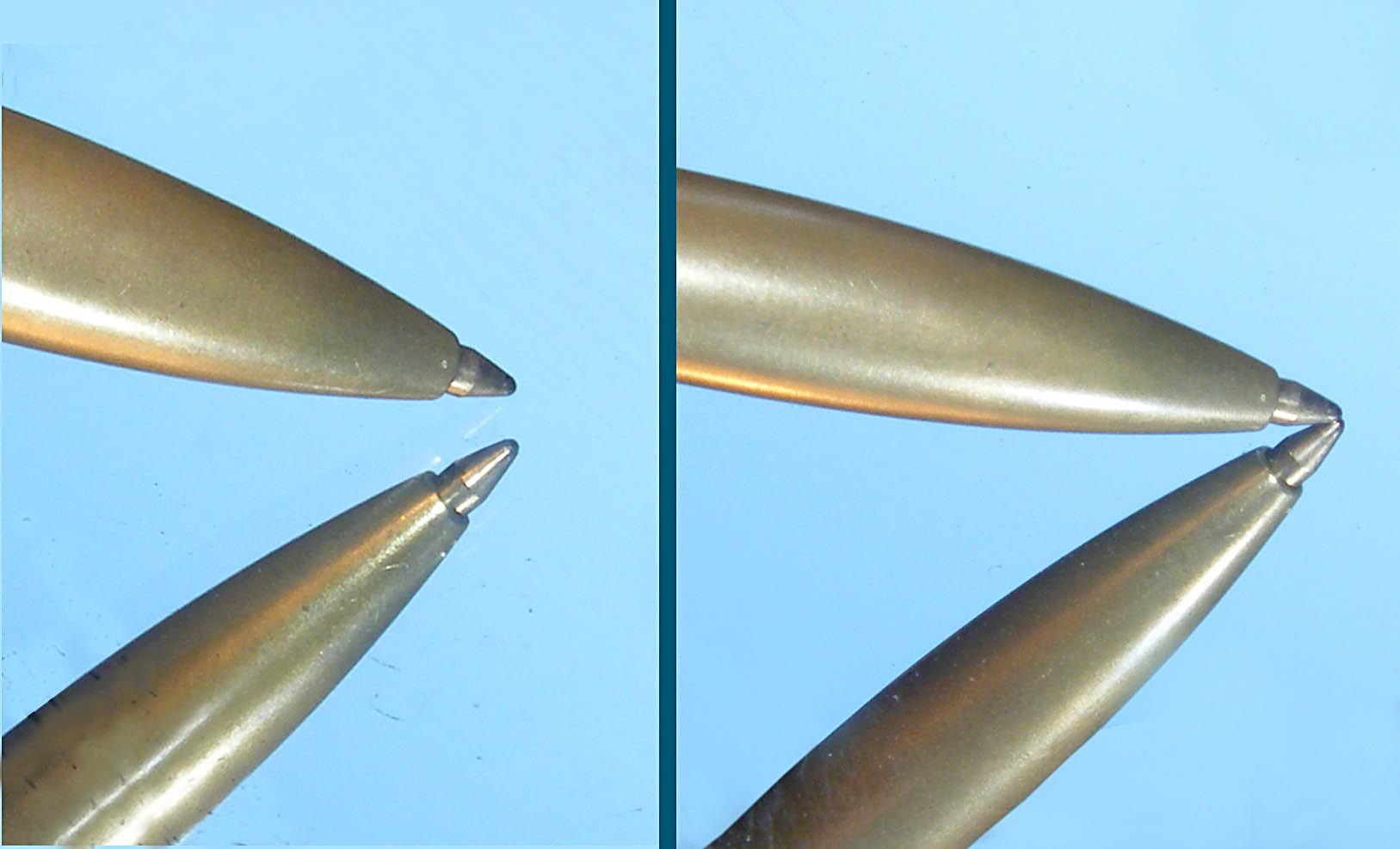
Diferencia entre un espejo de segunda superficie (izquierda) o de primera superficie (derecha). Nótese la distancia ente la punta original y la reflejada.

Los espejos se clasifican según donde se deposite el plateado. En los espejos llamados de plateado frontal, o de primera superficie, el plateado se realiza en la cara expuesta a la luz, esta llega y se refleja, el sustrato no necesita ser transparente. Y en los de plateado posterior, o de segunda superficie, se realiza en la parte posterior. En estos últimos, la luz debe atravesar el vidrio, o plástico, reflejarse y volver a atravesar el cristal. Los espejos de uso doméstico más comunes son de plateado posterior, ya que esto protege la frágil capa de reflexión de la corrosión, rasguños y otros daños. Sin embargo, en las superficies de precisión óptica normalmente se deposita el material reflectante en la superficie frontal del vidrio para evitar la introducción de aberraciones ópticas. Los espejos de primera superficie utilizan el sustrato para mantener la forma, y se suelen utilizar cerámicas de muy bajo coeficiente de expansión térmico. También hay espejos ópticos tales como los espejos Mangin cuyo plateado (recubrimiento reflectante en la superficie posterior) es parte de su diseño óptico.
Aunque el plateado sobre un espejo de segunda superficie (tal como un espejo doméstico) es a menudo plata real, el "plateado" en instrumentos ópticos de precisión, tales como telescopios, es generalmente de aluminio. A pesar de que la plata tiene mejor reflectividad en el espectro visible de la superficie frontal, es inadecuada para espejos ópticos debido a que rápidamente se oxida y absorbe el azufre atmosférico formado una mancha oscura, de baja reflectividad. Aunque el aluminio también se oxida rápidamente, la delgada capa de óxido de aluminio (zafiro) es transparente, por lo que la alta reflectividad del aluminio subyacente permanece visible.
El "plateado" en instrumentos infrarrojos suele ser de oro. Tiene mejor reflectividad en el espectro infrarrojo, y una alta resistencia a la oxidación y a la corrosión.

## Proceso de plateado
Existen diversos métodos de plateado que difieren en la calidad del acabado y las superficies a tratar. Algunos están en desuso. 

### Precipitación química
Basada en el reactivo de Tollens. En desuso a nivel industrial.

### Amalgama
Similar al dorado por fuego, se empleaba una amalgama de plata y mediante calentamiento se conseguía la evaporación de parte del mercurio. En desuso por la toxicidad del mercurio.

### Deposición de vapor
El plateado de aluminio moderno se realiza colocando la pieza a platear en una cámara de vacío donde el aluminio se calienta hasta cerca de la temperatura de evaporación para que sublime. El calentamiento se realiza eléctricamente mediante bobinas de nicromo o por inducción en un crisol cerámico. Se procura mantener los objetos a recubrir a una temperatura relativamente baja. En el vacío, los átomos del vapor de aluminio caliente viajan en línea recta (véase la teoría cinética de los gases). Cuando chocan contra la superficie del objeto, se enfrían y se depositan. El mecanismo es similar al empleado en las trampas frías o a la condensación del vapor en los espejos del cuarto de baño. Algunos fabricantes de espejo evaporan una capa de cuarzo en el espejo, mientras que otros los exponen a oxígeno puro o aire en un horno, de modo que se forma una capa dura y transparente de óxido de aluminio.
El espesor de la capa se controla mediante en tiempo del proceso.

### Recubrimiento galvánico
Tras recibir un recubrimiento galvánico, los artículos se sumergen (después del tratamiento previo) en un electrolito de plata y se aplica una corriente eléctrica que deposita sobre la superficie una capa de plata. Para mejorar aún más las propiedades de la superficie, a menudo se aplica un tratamiento posterior. 
El plateado es una de las más antiguas aplicaciones de la galvanoplastia. La primera patente sobre el tema, patente 8447, en Inglaterra, data del 24 de julio de 1838 y del 25 de marzo de 1840 de los Srs. G.R. Elkington y H. Elkington. Ya en 1842 había una conexión y un contrato de licencia con Charles Christofle & Co., de París. Y a partir de la década de 1870, el galvanizado se popularizó, incluso entre los fabricantes alemanes de la placa de plata.